# Dwerggalago's
De dwerggalago's (Galagoides) zijn een geslacht van zoogdieren uit de familie van de Galago's (Galagidae). De wetenschappelijke naam van het geslacht werd in 1833 gepubliceerd door Andrew Smith.

## Taxonomie
Dit geslacht bestaat uit de volgende 3 soorten:
- Geslacht: Galagoides (Dwerggalago's) (3 soorten)
  - Soort: Galagoides demidoff – Dwerggalago
  - Soort: Galagoides kumbirensis[3]
  -  Soort: Galagoides thomasi – Thomas galago

De soorten uit het geslacht werden tot 2007 tot het geslacht Galago gerekend, maar werden toen afgesplitst vanwege sterke genetische verschillen met de soorten uit dat geslacht. In 2017 werden 5 soorten die voorheen in het geslacht Galagoides werden gerekend afgesplitst naar het geslacht Paragalago.